# Silent Sentinels

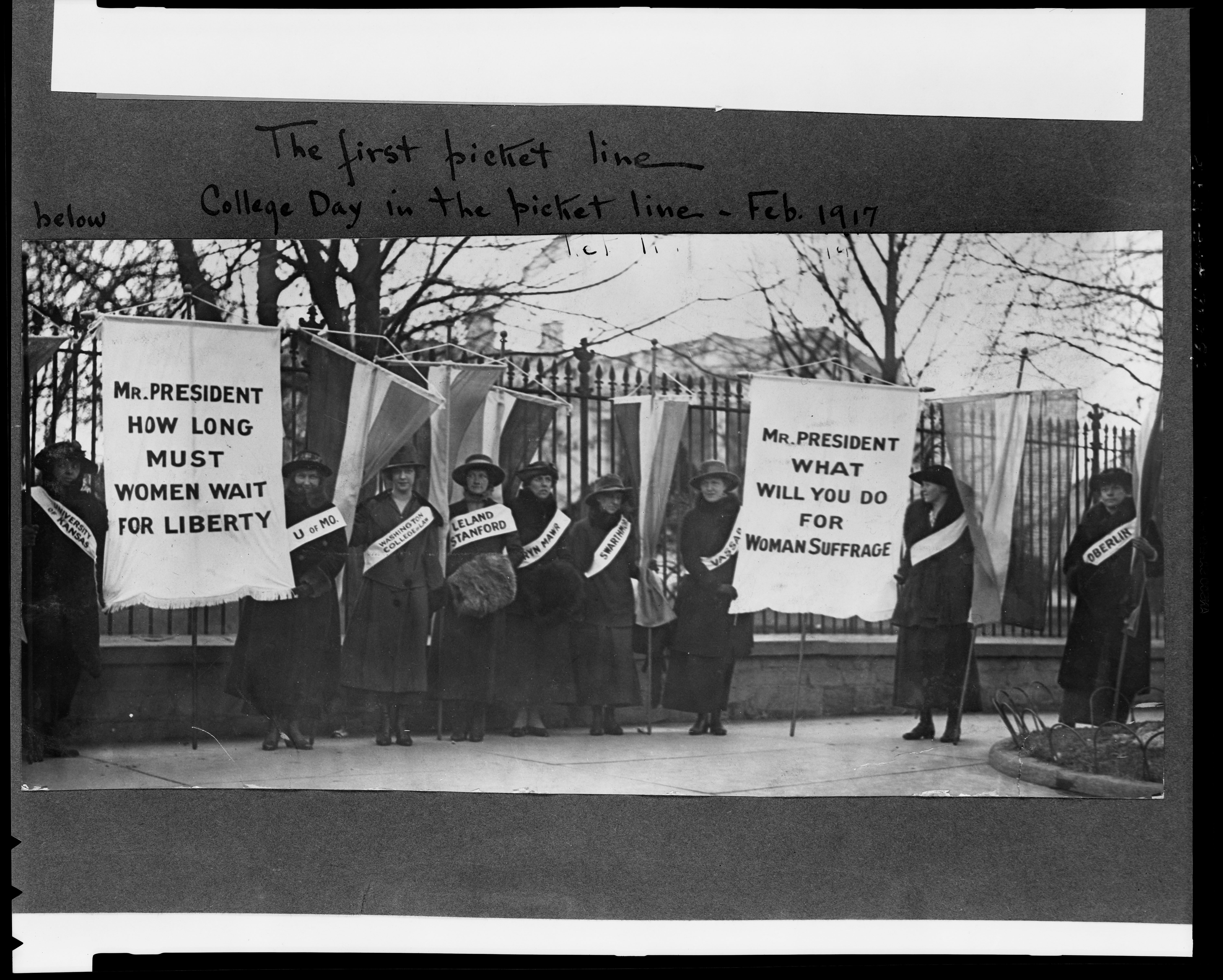
Les Silent Sentinels devant la Maison-Blanche.

Les Silent Sentinels, ou Sentinelles silencieuses en français, est une organisation pour le droit de vote des femmes créée par Alice Paul et le National Woman's Party. Elles manifestent devant la Maison-Blanche lors de l'investiture de Woodrow Wilson le 10 janvier 1917. Les Sentinels commencent à protester après que le président ait dit lors d'une réunion que les femmes devaient « concerter l'opinion publique à propos du droit de vote des femmes ». Elles décident de protester six jours par semaine jusqu'au 4 juin 1919, jour d'adoption du dix-neuvième amendement de la Constitution des États-Unis par la Chambre des représentants et le Sénat.
Le nom de Silent Sentinels leur est donné en raison de leur silence lors des manifestations. Cette forme de protestation devient une des stratégies du mouvement national pour le suffrage féminin américain.
Tout au long des deux ans et demi de veilles, près de 2 000 femmes rejoignent le mouvement, femmes qui sont harcelées, arrêtées et traitées injustement par les autorités locales. Elles sont torturées et victimes de mauvais traitements, notamment pendant la « Nuit de la terreur », le 14 novembre 1917.

## Contexte
Les rassemblements des Silent Sentinels sont organisés par le National Woman's Party (NWP), une organisation pour le droit de vote des femmes. Il est fondé sous le nom de Congressional Union for Woman Suffrage (CUWS) par Alice Paul et Lucy Burns, à la suite de la manifestation pour le vote des femmes en 1913. Par définition, le CUWS est une organisation qui a une approche militante du suffrage féminin qui s'éloigne de la National American Woman Suffrage Association (NAWSA), plus modérées. Il ne dure que trois ans, jusqu'à sa fusion avec le National Woman's Party. Ce dernier a moins de membres que la National American Woman Suffrage Association (environ 50 000 membres pour le NWP contre 2 millions pour la NAWSA) mais ses actions attirent plus l'attention.

## The Suffragist
The Suffragist est le bulletin hebdomadaire du National Woman's Party (Parti national des femmes). Elle sert de voix aux Sentinels tout au long de leurs actions. Le journal raconte chaque semaine leurs avancées, interviewe des membres du groupe et rapporte les (non) actions du président Woodrow Wilson. On y trouve aussi des essais politiques. « Bien que The Suffragist soit prévu pour une large audience, son nombre d'abonnés culmine à seulement 20 000 en 1917. En outre, la plupart des copies sont envoyées à des membres du parti, aux annonceurs, aux sièges de sections dans le pays et aux organisateurs de la NWP, ce qui suggère que les suffragettes étaient la cible privilégiée de la publication. ».

## Bannières

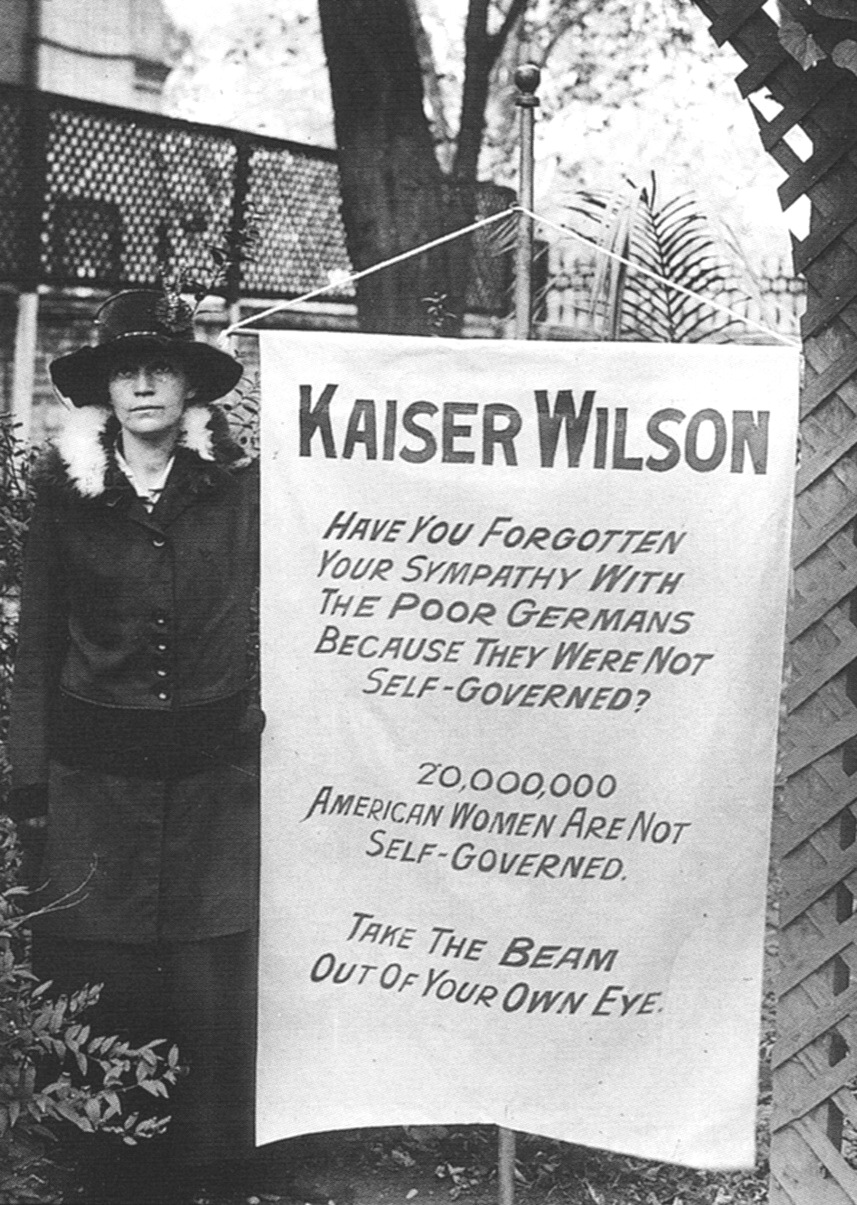
Une Sentinel avec une bannière.

Exemples de bannières détenues par les femmes lors des manifestations :
- « M. le président, qu'allez-vous faire pour le suffrage féminin ? »[2]
- « Monsieur le président, combien de temps les femmes doivent attendre pour la liberté ? »[2]
- « Nous allons nous battre pour les choses qui nous tiennent à cœur - pour la démocratie, pour le droit de ceux soumis à l'autorité d'avoir une voix dans leur propre gouvernement. »[5]
- « La démocratie commence à la maison »
- « Le temps est venu pour nous de conquérir ou de se soumettre, pour nous, il ne peut y avoir qu'un choix. Nous l'avons fait. » (une citation de Wilson)
- « Kaiser Wilson, avez-vous oublié votre sympathie pour les Allemands qui n'étaient pas gouvernés par eux-mêmes ? 20 000 000 de femmes américaines n'ont pas voix au chapitre. avez-vous oublié votre sympathie avec les pauvres Allemands parce qu'ils n'ont pas été gouverné par lui-même? 20 000 000 de femmes américaines ne sont pas autogouvernées. Enlève la poutre de ton œil. » (compare Wilson au Kaiser Guillaume II et fait référence à une citation de Jésus sur l'hypocrisie)
- « Monsieur le président, vous dites que la liberté est la revendication fondamentale de l'esprit humain. »[2]
- « Monsieur le président, vous dites que nous nous intéressons aux États-Unis, politiquement parlant, à rien d'autre qu'à la liberté humaine. »[2]

Les Sentinels portent du violet, du blanc et des écharpes couleur or, les couleurs du NWP. Leurs bannières sont aussi créées dans ces couleurss.

## Réactions
Les réactions de l'opinion publique face aux Silent Sentinels sont mitigées.
Certaines personnes soutiennent leur travail, leur apportent boissons et briques chaudes pendant les manifestations devant la Maison-Blanche. Parfois, on les aide à porter les bannières. D'autres montrent leur soutien en écrivant des lettres publiées dans The Suffragist ou en donnant de l'argent.
D'un autre côté, certains désapprouvent les Silent Sentinels, dont des suffragettes plus modérées comme Carrie Chapman Catt (cheffe de la National American Woman Suffrage Association) qui estime que le meilleur moyen de gagner le droit de vote des femmes est de le gagner au niveau des États, avant de l'obtenir grâce à une majorité pro-suffrage féminin au Congrès. Elle s'oppose donc à l'idée des Silent Sentinels qui proposent un amendement national pour accorder le droit de vote aux femmes. Les membres du NAWSA craignent que les piquets de grève ne retournent les électeurs masculins contre leurs idées.
Les anti-suffragistes s'opposent aussi aux Sentinels, parfois par la violence (surtout après l'entrée des États-Unis dans la Première Guerre mondiale). Ces opposants attaquent et déchirent les bannières, en particulier la plus provocante, celle sur le « Kaiser Wilson ».
Dans les premières semaines du mouvement, le président Wilson ne prend pas au sérieux leurs revendications, semble même amusé par les Sentinels. On raconte qu'il a même été invité à venir prendre le café. Il ignore souvent leurs manifestations, dont celle organisée lors la cérémonie d'investiture de son second mandat. Les Silent Sentinels continuent de protester, ce qui pousse Woodrow Wilson à changer ses vues sur elles. Il commence à les considérer comme un groupe pouvant poser problème.

## Occoquan Workhouse et la Nuit de la terreur

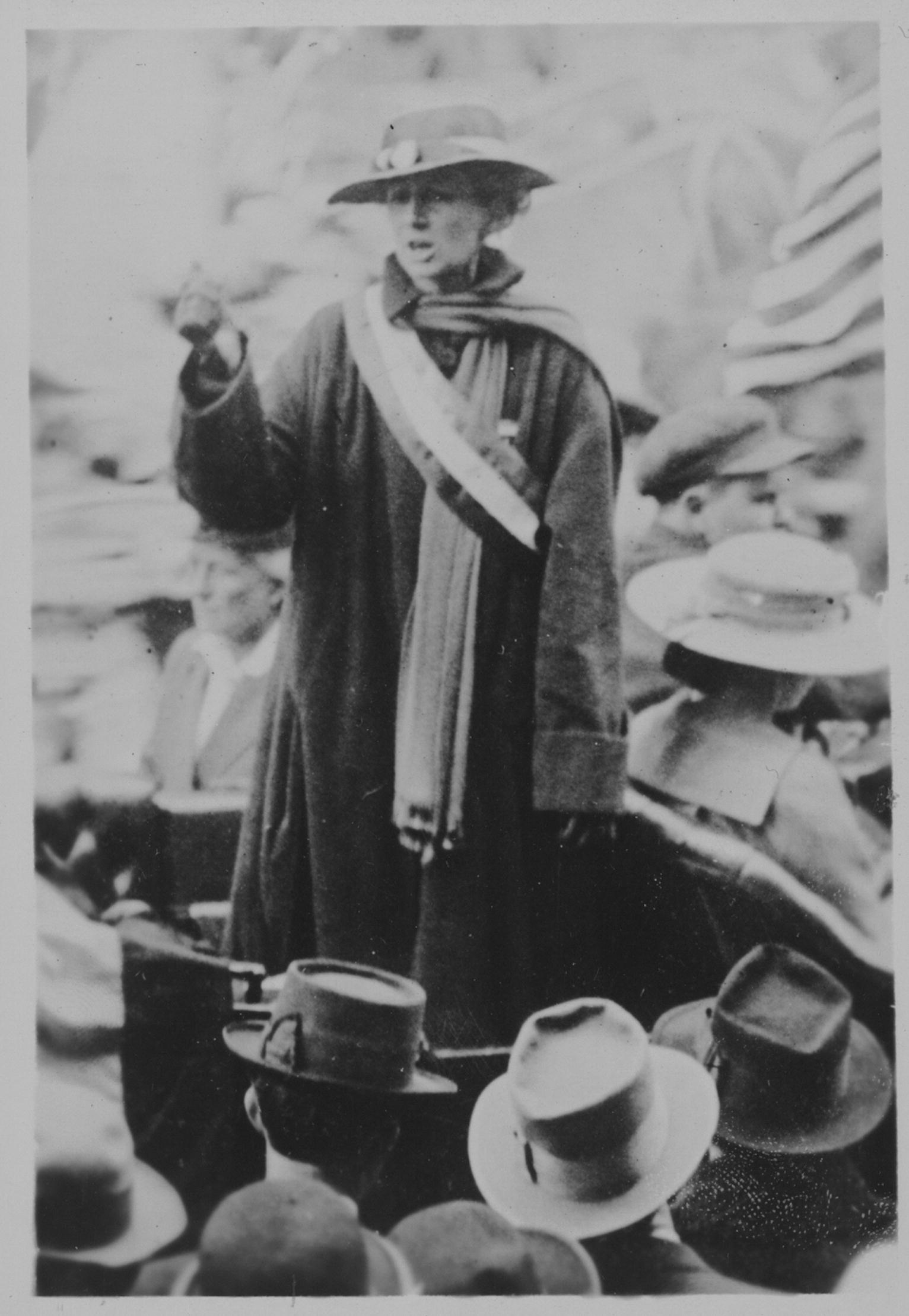
Florence Bayard Hilles, présidente du NWP dans le Delaware et membre du comité exécutif national est arrêtée lors d'un piquet de grève devant la Maison-Blanche le 13 juillet 1917 et condamnée à 60 jours de détention à la Occoquan Workhouse. Elle est graciée par le président Wilson trois jours avant la fin de sa peine.

Le 22 juin 1917, la police arrête deux manifestantes, Lucy Burns et Katherine Morey et les accusent d'entrave à la circulation pour avoir porté une bannière devant le Congrès : « Nous allons nous battre pour les choses qui nous tiennent à cœur - pour la démocratie, pour le droit de ceux soumis à l'autorité d'avoir une voix dans leur propre gouvernement. ». Les charges sont finalement abandonnées. Trois jours plus tard, 12 femmes sont arrêtées, dont Mabel Vernon et Annie Arniel du Delaware, de nouveau sous l'accusation d'entrave à la circulation. Elles sont condamnées à trois jours de prison ou à payer une amende de 10 $. Elles choisissent la prison. Le 14 juillet, ce sont cette fois 16 femmes qui sont arrêtées dont Florence Bayard Hilles, Alison Turnbull Hopkins et Elizabeth Selden Rogers (de la puissante famille Baldwin, Hoar & Sherman) et condamnée à 60 jours de prison ou à payer 25 $ d'amende. Cette fois encore, elles choisissent la prison. 
Lorsque les condamnées arrivent à la Occoquan Workhouse, on leur retire tous leurs effets personnels, excepté leurs vêtements. Elles sont ensuite conduites à la douche, où elles doivent se déshabiller et se baigner. Il n'y a qu'un seul savon pour toutes les occupantes de la Occoquan Workhouse, les suffragettes refusent alors de l'utiliser. On leur donne alors des tenues de prisonnières, inconfortables et pas très propres. Elles peuvent à peine avaler le dîner, aigre et sans goût.
Les conditions de vie à l'Occoquan Workhouse sont insalubres et dangereuses. Les prisonnières partagent des cellules avec les malades de la syphilis, et des vers sont régulièrement trouvés dans leur nourriture.
Après trois jours de prison, Woodrow Wilson les gracie. Elles refusent tout d'abord cette grâce, considérant n'avoir rien à se faire pardonner mais sont finalement contraintes à accepter. Après un débat houleux, la Chambre des représentants forme un comité pour travailler sur le droit de vote des femmes en septembre 1917. Le représentant du Massachusetts, Joseph Walsh s'oppose à cette création, considèrent que la Maison-Blanche cède au « harcèlement d'anges à la mâchoire d'acier ». Ils parlent des Silent Sentinels comme de « créatures déconcertantes, trompeuses aux jupes et aux cheveux courts ».
En septembre 1917, Lucy Gwynne Branham est arrêtée et punie de 2 mois de prison. Comme les suffragettes continuent de manifester, les peines d'emprisonnement augmentent. Le 20 octobre 1917, la police arrête Alice Paul qui porte une bannière citant le président : « Le temps est venu de conquérir ou de nous soumettre, pour nous il ne peut y avoir qu'un choix. Nous l'avons fait. » Elle est condamnée à sept mois de prison et envoyée à l'Occoquan Workhouse. Elle passe deux semaines en isolement, sans autre nourriture que du pain et de l'eau, ce qui l'affaiblit et oblige la prison à la placer à l'infirmerie. Là-bas, elle commence une grève de la faim, bientôt rejointe par ses compagnes d’emprisonnement.
En réponse à la grève de la faim, les médecins de la prison les nourrissent de force, par des tubes enfoncés dans le fond de leurs gorges, gavées de protéines. Beaucoup de femmes finissent par vomir, leur estomac ne supportant pas la charge nutritive. Un médecin déclare au sujet d'Alice Paul : « elle a un esprit semblable à Jeanne d'Arc, et il est inutile d'essayer de le changer. Elle mourra mais elle n'abandonnera pas. »
Dans la nuit du 14 novembre 1917, connue sous le nom de « Nuit de la terreur », le surintendant de l'Occoquand Workhouse, W. H. Whittaker, ordonne aux gardes de battre les suffragettes. Ils enchaînent Lucy Burns aux barreaux d'une cellule au-dessus de sa tête et la laissent là toute la nuit. Ils jettent Dora Lewis dans une cellule sombre avant de fracasser sa tête contre un lit en fer, la laissant inconsciente. Sa compagne de cellule, Alice Cosu, la croyant morte, fait un infarctus. Les gardes battent, étranglent, pincent et lancent des coups de pied aux autres femmes.
Les journaux en font leurs choux gras. Les mauvais traitements subis par les suffragettes provoquent la colère des Américains et intensifient le soutien pour le droit de vote des femmes. Les 27 et 28 novembre, toutes les prisonnières sont relâchées, dont Alice Paul, après cinq semaines d'incarcération. En mars 1918, la Cour d'appel des États-Unis pour le circuit du district de Columbia annule la condamnation de six suffragettes,. La cour juge que les informations sur lesquelles reposent les condamnations sont bien trop vagues.

## Jugement
Le 9 janvier 1918, Woodrow Wilson annonce son soutien à l'amendement pour droit de vote des femmes. Le lendemain, la Chambre des représentants l'adopte de justesse mais le Sénat refuse de débattre jusqu'en octobre. Lors du premier vote, l'amendement est refusé à deux voix près. Malgré la jurisprudence de la Cour d'appel, les arrestations de manifestantes devant la Maison-Blanche reprennent le 6 août. 
Pour maintenir la pression sur le président, le 16 décembre 1918, les manifestantes commencent à brûler des discours de Woodrow Wilson devant la Maison-Blanche. Le 9 février 1919, elle brûlent une effigie du président.
Sur un autre front, le National Woman's Party exhorte leurs compatriotes à voter contre les sénateurs opposés au suffrage féminin à l'élection de l'automne 1918. Cela porte ses fruits, car après l'élection, la plupart des membres du Congrès sont pro-suffrage féminin. Le 21 mai 1919, la Chambre des représentants vote l'amendement, suivi deux semaines plus tard par le Sénat. Après cette victoire au niveau fédéral, les suffragettes lancent une campagne pour faire ratifier l'amendement au niveau des États.
Le dernier État à le ratifier est le Tennessee le 18 août 1920, grâce au vote de Harry T. Burn, ancien opposant au vote des femmes. Il change d'avis après un télégramme de sa mère : « Cher fils, hourra ! et vote pour le suffrage féminin. N'oublie pas d'être un bon garçon et aide Mme Catt à mettre le 'rat' dans la ratification. »,

## Dans la culture populaire
Les Silent Sentinels sont un élément clé du film Volonté de fer (Iron Jawed Angels), qui raconte l'histoire du National Woman's Party, d'Alice Paul, de Lucy Burns et des autres membres du mouvement pour le droit de vote des femmes.